# Tabanus reducens
Tabanus reducens är en tvåvingeart som beskrevs av Walker 1859. Tabanus reducens ingår i släktet Tabanus och familjen bromsar. Inga underarter finns listade i Catalogue of Life.